# Gâmbia nos Jogos Olímpicos de Verão da Juventude de 2010
Gâmbia participou dos Jogos Olímpicos de Verão da Juventude de 2010 em Singapura. Os quatro atletas de sua delegação competiram em provas do atletismo.

## Atletismo
| Evento          | Atleta        | Qualificação | Qualificação | Final     | Final        |
| Evento          | Atleta        | Resultado    | Posição      | Resultado | Posição      |
| --------------- | ------------- | ------------ | ------------ | --------- | ------------ |
| 200 m feminino  | Binta Jatta   | 27.38        | 15º (5º q1)  | 26.45     | 1º (Final C) |
| 100 m feminino  | Fatou Sowe    | 12.73        | 17º (3º q5)  | 12.52     | 1º (Final C) |
| 400 m masculino | Omar Ceesay   | 52.09        | 18º (5º q3)  | 50.07     | 1º (Final B) |
| 200 m masculino | Ousmane Gibba | 22.09        | 10º (4º q3)  | 22.16     | 3º (Final B) |